# Ockham (Surrey)
Ockham, storicamente nota come Occam, è un piccolo paese inglese nell'East Horsley (Surrey), a sud ovest di Londra.
È il luogo di nascita del celebre filosofo Guglielmo di Occam, nonché storica sede della scuderia di Formula 1 Tyrrell fino al ritiro avvenuto nel 1998.